# يوطاء
يوطاء كان ملكًا عربيًّا تابعًا لمملكة قيدار تحت الإمبراطورية الآشورية الحديثة والذي حكم في القرن السابع قبل الميلاد. كان ابنًا لسلفه الملك حزائيل، الذي تولى السلطة بعد وفاة والده. انتهى حكمه حوالي عام 652 قبل الميلاد بعد أن قام الحاكم الآشوري الجديد آشور بانيبال بخلعه من العرش وإذلاله علنًا لعدم دفع الجزية السنوية.

## الحكم
تولى يوطاء السلطة بعد وفاة سلفه وأبيه. بين عامي 676 و673 قبل الميلاد، قام رجل يُدعى "وهب" بتمرد قوي ضد يوطاء، مما أدى إلى خلعه تمامًا من عرشه؛ ونتيجة لهذا طلب المساعدة من الإمبراطورية الآشورية الحديثة لإعادة تعيينه ملكًا على القيداريين. بعد بضع سنوات من إعادة تعيينه ملكًا، حاول يوطاء الاستقلال الكامل عن الآشوريين، وتوقف عن دفع الجزية السنوية للإمبراطورية الآشورية الجديدة، مما دفع الحاكم الآشوري الجديد أسرحدون إلى شن حملة ضده.
اضطر يوطاء للتخلي عن عرشه، ولكن في عهد آشور بانيبال عاد إلى السلطة بعد أن غفر له الأخير. وعلى الرغم من ذلك، حاول يوثا يوطاء في النهاية التخلص من علاقاته بالإمبراطورية الآشورية الجديدة مرة أخرى، مما دفع آشور بانيبال إلى غزو أراضيه، وأسره، ونقله إلى نينوى حيث تعرض للعار علنًا.
حتى بعد حكمه وإذلاله العلني، هناك نقش ينص على أنه ساعد الملك أبياثي بن تيري في الثورة ضد آشور بانيبال.